# ダイアログ・イン・ザ・ダーク
ダイアログ・イン・ザ・ダーク(Dialog in the Dark)とは、照度ゼロの暗闇空間で、聴覚や触覚など視覚以外の感覚を使って日常生活のさまざまなシーンを体験するエンターテイメント。「DID」と略称されている。
参加者は数人のグループとなり、事前に白杖を渡され、完全に光を遮断した照度ゼロの暗闇空間を探検。視覚以外の感覚を研ぎ澄まし様々なシーンを体験する。暗闇内では「アテンド」と呼ばれる視覚障害者のスタッフが参加者を案内する。
1988年、ドイツの哲学博士アンドレアス・ハイネッケの発案によって誕生。世界41か国以上で開催されており、900万人を超える人々が体験。日本では1999年11月の初開催以降、21万人以上が体験している。
現在は、ダイアログ・ダイバーシティミュージアム「対話の森®」と、ダイアログ・イン・ザ・ダーク「内なる美、ととのう暗闇。」で一般向けの体験が可能。また、企業・団体向けの暗闇でのビジネスワークショップも実施している。

## 日本での開催状況
- 1993年、NPO法人ダイアログ・イン・ザ・ダーク・ジャパンによって開催準備をスタート。1999年11月の初開催以降は寺院や廃校等を利用し、毎年期間限定で開催。
- 2009年3月より2017年8月末まで、東京都渋谷区・外苑前会場で開催。2011年以降は一般社団法人ダイアローグ・ジャパン・ソサエティが日本で唯一ドイツ本部よりライセンスを受けている。
- 2017年9月、東京都中央区へと移転し「Tokyo Diversity Lab.」を開設。主に、企業・団体向けの暗闇でのビジネスワークショップや、商品・サービス開発やコンサルティング業務、また2020年に開設予定である「対話型ミュージアム」準備室として活動している。
- 2013年4月、グランフロント大阪｢ナレッジキャピタル｣内に、積水ハウスとの共創で｢対話のある家｣がオープン、現在もシーズンごとに体験内容を変え開催している。2019年1月、日本経済新聞のNIKKEIプラス1の何でもランキング「五感で楽しむ屋内レジャー東西10選」で、国内西部の第4位にランクイン。
- 2016年および2017年11月、東京都福祉局イベント「TOKYO SOCIAL FES 2017」の特別イベントとして開催
- 2017年3月、関連プロジェクトである「ダイアログ・ウィズタイム」を一日限定でプレ開催。
- 2017年8月、関連プロジェクトである「ダイアログ・イン・サイレンス」（聴覚以外の感覚を利用するイベント）を日本初開催。2018年も開催し、約1万人が体験。
- 2017年11月、文京区「文京地域支援フォーラム」にて開催。
- 2018年1月、内閣官房オリンピック・パラリンピック推進本部事業局委託事業「ダイアログ・イン・ザ・ダーク SHOWCASE for 2020 Tokyo　暗闇で感じる日本文化」を開催（2017年オリンピック・パラリンピック基本方針推進調査）。
- 2018年および2019年2月、北区「来たKITAオリパラプロジェクト」にて開催。
- 2018年4月、「ニコニコ超会議」にて開催。
- 2018年7月、真っ暗闇の中で対話するラジオ番組　J-WAVE「DIALOGUE RADIO ～IN THE DARK～」（毎月第2日曜日　25:00〜26:00）をスタート。
- 2018年10月、金沢21世紀美術館で「ダイアログ・イン・ザ・ダーク ショーケース＠金沢21世紀美術館」開催
- 2019年11月22日、三井ガーデンホテルズのプレミアムクラスの施設として「三井ガーデンホテル神宮外苑の杜プレミア」に新拠点として、ダイアログ・イン・ザ・ダーク「内なる美、ととのう暗闇。」がオープン。
- 2020年7月14日、ダイアログ・イン・ザ・ダーク、ダイアログ・イン・サイレンス、ダイアログ・ウィズタイムを体験できる「ダイアログ・ミュージアム　対話の森」を「ウォーターズ竹芝　WATERS takeshiba」に開設予定。
- 2023年2月24日、TBS日曜劇場「ラストマン－全盲の捜査官－」に全盲所作指導としての協力発表。

## 企業研修としての活用
- 楽しみながら気づきを得られる体験型研修として、既に600社を超える企業において「コミュニケーション向上」「チームビルディング」「イノベーション能力向上」「リーダーシップ養成」「ダイバーシティ推進」などの目的で導入。
- 本国ドイツでは、ダイムラー・ベンツ社とクライスラー社の合併の際、トップの和解に一役を買ったといわれている。
- 暗闇を利用した製品プロモーションや商品開発なども行う。2006年には「Dior Gaucho×Dialog in the dark」、2018年には ハーゲンダッツ ジャパン株式会社「暗闇をつかったSPECIAL DAY」を開催など多数。
- 2017年、内閣官房「国土強靱化　民間の取組事例集」に「地域を守る！ 普及啓発・人材育成　18 レジリエンス人材を養成する「166 災害時に役立つ暗闇体験を通じた心の強靭化」」として紹介。

## こどものための体験
- 2013年から2014年に神戸市、2016年から「東京都オリンピック・パラリンピック教育」の一環として渋谷区の小学生・中学生を対象とした「ダイアログ・イン・ザ・ダーク」を開催。
- 2015年から佐賀県と一般社団法人ダイアローグ・ジャパン・ソサエティの「協働型委託事業」としてこどものための「ダイアログ・イン・ザ・ダーク」を連続開催。佐賀県の進める「子育てし大県“さが”」の取組みの一部として行われ、これまでに約2000名が体験。
- 2017年12月、熊本県「学校における交流及び共同学習を通じた障害者理解（心のバリアフリー）」の推進事業として、熊本県の盲学校と県立高校の交流及び共同学習の場として講演会及びダイアログ・イン・ザ・ダークを開催。

## 日本での受賞歴
- 2005年　ダイアログ・イン・ザ・ダーク「まっくらな中での対話」が新領域デザイン部門でグッドデザイン賞を受賞。
- 2004年　（社）日本イベント産業振興協会主催　日本イベント大賞特別賞・社会貢献賞受賞並びにTBSラジオ＆コミュニケーションズ社長賞受
- 2005年　「まっくらやみの中の対話」がグッドデザイン賞ユニバーサル賞受賞
- 2008年　目を使わないアテンドの豊かな感性を活かし協働開発したダイアログ・イン・ザ・ダーク タオルでグッドデザイン賞受賞
- 2011年　団体代表理事・志村季世恵が第1回社会イノベータ公志園決勝大会にて審査委員特別賞、会場票第一位を受賞
- 2014年　積水ハウスとの共創プログラム・住ムフムラボ「対話のある家」が「IAUDアウォード2014」において“IAUDアウォード賞”を受賞
- 2015年　目を使わないアテンドの豊かな感性を活かし協働開発した会津漆器「めぐる」で グッドデザイン賞・ウッドデザイン賞受賞
- 2016年　社会デザイン学会奨励賞受賞
- 2017年　ダイアログ・イン・ザ・ダークおよびダイアログ・イン・サイレンスがbeyond2020プログラムとして認証

## 関連書籍
- 『暗闇から世界が変わる 　ダイアログ・イン・ザ・ダーク・ジャパンの挑戦』　出版：講談社現代新書　著：志村 真介
- 『まっくらな中での対話』　出版：講談社文庫　著：茂木健一郎withダイアログ・イン・ザ・ダーク
- 『DIALOG IN THE DARKー暗闇の中の対話ーみるということ』　出版：小学館　著：ダイアログ・イン・ザ・ダーク

## 類似のイベント
- 暗闇ごはん - 湯島山緑泉寺（東京都台東区）において行われる、視覚を遮断した食育イベント。住職の青江覚峰が開催。